# Чагарникова тимелія
Чагарникова тиме́лія (Malacopteron) — рід горобцеподібних птахів родини Pellorneidae. Представники цього роду мешкають в Південно-Східній Азії.

## Види
Виділяють шість видів:
- Тимелія вусата (Malacopteron magnirostre)
- Тимелія темноголова (Malacopteron affine)
- Тимелія червонолоба (Malacopteron cinereum)
- Тимелія рудоголова (Malacopteron magnum)
- Тимелія палаванська (Malacopteron palawanense)
- Тимелія білоброва (Malacopteron albogulare)

## Етимологія
Наукова назва роду Malacopteron походить від сполучення слів дав.-гр. μαλακος — м'який і πτερον — перо.